# 5五の龍
『5五の龍』（ごごのりゅう）は、つのだじろうによる将棋をテーマとした漫画作品。当稿では本作の続編ともいえる『虹色四間』（にじいろしけん）についても解説する。
※以下の内容の出典は、『虹色四間』を除き全て愛蔵版からとなっている。

## 概要
「週刊少年キング」（少年画報社）に1978年から1980年まで連載された。単行本はヒットコミックスで全10巻、後に愛蔵版として中央公論社から全2巻、中公文庫コミックス版として中央公論社から全6巻が発売された。愛蔵版では中原誠や大内延介、中公文庫コミックス版では羽生善治らが推薦文を寄せている（ただし愛蔵版で登場している棋士の推薦文については、中公文庫にも同じ推薦文が流用されている）
この作品が生まれたきっかけは、当時の少年キングの戸田編集長から「将棋漫画を描けないか」と相談されたことだった。将棋に詳しいがゆえに、つのだは将棋対局を漫画化する難しさも把握していた。しかしこれまでの漫画は駒の配置などが適当な物ばかりで不満を感じ、徹底的な準備・研究の後に、「少年誌唯一の本格将棋漫画」と銘打って本作の連載を開始した。
もともと多趣味で凝り性だった作者つのだじろうは、将棋の勉強にも没頭した。町で一番将棋が強かった父親に徹底的に負かされたことが、その理由の一つと言われている。本作の連載開始時にはアマ三段、平成元年に中原誠 ・田中寅彦 ・谷川浩司らの推薦でアマ四段まで取得している。本作は作者自身も気に入っている作品なのか、つのだじろう公式サイトの表紙を飾ったこともある。

## 特徴
- 駒の動きが非常にわかりやすい。ポイントとなる場面ではあえてページを費やし、将棋の初心者・中級者でも理解できるよう配慮されている。そのため本作は一般的な将棋の本などとは異なり、（ある程度の棋力があれば）将棋の駒と盤がなくても読み進むことができる[2]。
- 読み進むにつれ、将棋界全体を知ることができる。将棋連盟や奨励会の構図、将棋のマナー、将棋の歴史、時事ニュースなどが自然に身につく。さらに本作では真剣師などの裏社会や奨励会の厳しさなど、あまり一般的ではない部分にも光があてられている。
- 本作を監修しているプロ棋士が複数存在している。彼ら専門家により重要な局面の分析がなされていて、高度で正確な評価に触れることができる。
- 駒落ちの定跡を重視し、基本の流れを紹介。また、その勉強が必要な理由まで丁寧に説明している。特に香落ちは奨励会にもよく登場するため、他の駒落ちよりも多く描写されている[3]。当初は駒落ち将棋に偏見があった主人公[4]も、のちに駒落ち定跡をアマチュアに指導するまでになった。
- 将棋の内容ではなくストーリーや演出に注目しても、本作の面白さを十分味わうことができる。欠点だらけの主人公が将棋を通じて徐々に成長していくプロセスや、個性的でありながら現実味のある人間たちの壮絶なドラマは、あまり将棋を知らない読者をも魅きつけている。

前述の愛蔵版において、専門棋士達も以下のように評価している。
- 中原誠 「マンガとしての面白さも一級、棋書としても名著に加えたい一冊」
- 大内延介「将棋界の全貌が浮き彫りにされた、漫画ノンフィクションの大傑作」
- 田中寅彦 「仲間たちの個性豊かなキャラクターと息もつかせぬ白熱戦など、読み物としての面白さはもちろんですが、将棋が自然に強くなるように仕組まれた作品だと思います」

## あらすじ

### 物語の前半
中学生の駒形竜は、雇われ選手として草野球に参加したり、宿題を有料で手伝うというアルバイトの日々を過ごしていた。級友たちから「金にガメツイ」と悪評を叩かれるが、実は将棋に明け暮れる父親・竜馬の代わりに貧しい家計の足しとするためのバイトであった。
ある日竜の自宅に、真剣師の虎斑桂介が現れる。約束していた5年に1度の、賭け金100万円の決闘を果たしに来たのだ。父親が真剣師であることを知り動揺する竜。この時に、父から「お前（竜）が俺と勝負して勝ったら真剣師から足を洗う」という約束を取り付ける。
父と虎斑桂介との決闘。それは裏の将棋界での決闘であった。「持ち時間無制限・席を立つのは小用の時のみ・食事や睡眠時間も一切なし。約束をたがえた場合は命を取られても文句はいわない」という、まさに死闘ともいうべき将棋の対局であった。場所は宗桂寺の境内であったが、大雨の中でも中止せず二人は目隠し将棋で屋外での対局を続けた。ついに竜馬が急性肺炎をおこしかけて救急車で運ばれたため、父親の代理として竜が名のり出た。竜の根性を買った虎斑桂介は対局の中断を許可し、意外にもさらに1年間の猶予を与えた。
約束の1年後の勝負に勝つため、竜は将棋会館に通うようになる。中学生名人戦にも参加し、さまざまなライバルたちと出会うことになった。
（この頃から竜はプロ棋士を意識するようになる。）そんな中、「ミス・タイガー」と名のる同年代の娘に遭遇する。彼女の本名は虎斑桂(とらふ・かつら)、虎斑桂介の実の娘であった。その後、虎斑桂介は不慮の交通事故で死亡してしまう。虎斑桂介の遺言により、彼の娘である桂と竜馬の息子である竜が、中断されていた勝負を引き継ぐことになった。それを聞いた入院中の竜馬は、「執念というより因縁だぜ」と言って涙を流している。
その因縁の対局前に、桂は内容が酷似した王将戦の棋譜を入手した。そして研究の上、万全の態勢で竜との勝負に臨む。将棋の流れは一方的に桂のペースで、竜は敗北寸前まで追い込まれた。しかし土壇場で起死回生の一手を放ち、竜は辛くも勝利することができた。この一件で100万円を手に入れ、竜は奨励会のテストを受けることを決心した。
その後も師匠である芦川八段との出会い、奨励会不合格による自殺騒動、再受験による「おなさけ」入会などを経て、竜は奨励会でプロを目指すことになる。だが奨励会での将棋の対局は、竜が予想していた物より遥かに厳しい世界だった。これ以降本作の物語の大部分は、この奨励会での出来事を中心に展開されている。

### 物語の後半
無事奨励会には合格できたものの、竜の将棋は連戦連敗だった。宿敵の虎斑桂が連勝して注目される中、ついに竜は6級のBへ転落してしまう。高美濃と同居して自立し根性をつけようとするが、結局それも失敗に終わった。その後生活環境を変えるという芦川の考えから、将棋の町道場である「と金道場」に下宿するようになる。席主の父と共に道場を訪れるアマチュアを指導しながら、改めて将棋の勉強をすることになった。
その道場で、アマチュアの大学生が指導対局を依頼してきた。アマチュアとはいっても、大学リーグ戦A級の「東立大」将棋部の強豪である。たまたま居合わせた竜の奨励会仲間が相手をすることになったが、その大学生に平手で虎斑桂と棒銀三郎が負けてしまった。奨励会のメンツが危うくなった時、横で観戦していた竜が勝負を申し込んだ。そして見事に大学生を負かしてしまう。実は竜は5五の位を利用した中飛車の戦法を思いついたのだ。その後も東立大の学生達は竜に対し雪辱戦や嫌がらせを行うが、最終的に竜は勝利を収めることができた。この対局を境に竜は「5五龍中飛車」を編み出し、奨励会でも徐々に勝利して行くことになる。
得意戦法を身につけた竜とは異なり、負けがかさんでいたのが穴熊虎五郎であった。成績不振を同門の先輩たちにからかわれ、思い悩んだあげくに故郷の会津に帰ってしまう。そして竜たちの必死の捜索も空しく、雪山で自殺してしまうのだ。竜たちは非常に大きなショックを受けるが、同時にプロを目指す厳しさを思い知ることとなった。
その後しばらくして、死んだはずの穴熊が竜のもとに現れる。実は彼は虎五郎の弟で、養子に出されていた穴熊虎六だった。死んだ兄に代わり今度は自分がプロになると言って、竜に勝負を挑んできた。駒落ちで相手をした竜に勝って一度は生意気を言うが、竜馬に諭されて素直に帰って行った。結局その虎六は、兄が在籍していた関野一門に入ることになる。
ある日将棋会館の前で、竜と高美濃は風変わりな老人に出会った。老人を真剣師と誤解した二人は相手にしなかったが、実は彼は「将棋大天狗」として有名な元プロ棋士の島黄楊（しまつげ）八段であった。この大天狗と奨励会6級の梅木をめぐり、竜の退会騒動が持ち上がってしまう。だが大天狗が遊び将棋による非公式戦を提案、騒動は何とか解決する。そして大天狗より、「飛騨の中飛車」という男を紹介してもらうことになった。
はるばる岐阜県の山奥まで足を運んだ竜は、その「飛騨の中飛車」こと飛田中太郎に会う。そして彼から、中飛車研究の集大成である棋譜ファイル数冊を譲り受けた。その代償として、飛田は「名を伏せ正体も明かさず、現役の高段棋士5人と平手で対戦させてくれ。」と竜に依頼する。承諾した竜は帰京後に師匠に相談し、対戦者を探して飛田のために尽力した。
しばらくして飛田が上京。稽古将棋という名目で平手で望んだ5名のプロ棋士に対し、飛田は3人目までを全て中飛車で叩きのめす。だが4人目の対局前に元真剣師という素性が割れ、4人目の棋士は対局を辞退。あやうく竜は師匠の芦川に破門される所だった。予定通り5人目の飛田vs芦川八段戦が行われる。飛田は「これが己が人生の最終局」という覚悟で対局に臨んだ。この対局の中で「飛騨の中飛車・合掌造り」が登場、芦川八段を大いに苦しめた。しかし最後に捨て駒三連発の鬼手をはなち、芦川が飛田に勝利した。
その後も高美濃弘の退会騒動、（穴熊虎六や平手香を含む）奨励会の後輩たちの参入、角道道夫の山での遭難および退会といった出来事が続く。奨励会での壮絶な戦いが続く中、竜もひた向きに精進していった。そして最後に宿敵の虎斑桂を倒し、竜の二級昇級が決まったところで物語は完結している。

## 登場人物
ほとんどが将棋に関係ある用語や人物から名前を付けられている。棒銀や嵐飛車は、「名前通りその戦法が得意で」と作中で言及されている。

### 駒形一家
駒形 竜（こまがた りゅう）
本作の主人公。顔は五角形に太いまゆ毛のイガグリ頭で、将棋の駒がモチーフにされている。
芦川八段 門下
東京都出身→奨励会六級受験→不合格→情状酌量で六級合格→六級B降格→（徐々に昇級）→二級昇級で連載終了
いつも着ている服は「龍王」の駒のトレーナーに白い長ズボン。家計が苦しいためか、学校でも学生服でなく、常時この服装だった。
性格は友達思いで努力家、涙もろいところもある。一方かなりのあわて者で、世間知らずな部分も非常に多い。腕力もあり、相撲大会で善戦したり、高美濃を投げ飛ばしたこともある。
虎斑桂介の登場前は、ハメ手などの奇襲戦法しか知らなかった。さまざまな出来事を通じて、少しずつ将棋の基本を勉強して行く。物語の中盤では、独自の5五龍中飛車戦法を編み出す。
対局中の礼儀が出来ておらず、奨励会を一度不合格になった。それにショックを受け、千葉県の漁師町で、海に飛び込み自殺を図る。が、地元の漁師に救われ、説教を受け、その後、連絡を受けた両親と合流する。父の竜馬から礼儀の大切さを教わった後、少しずつ礼儀をわきまえるようになる。
駒形 竜馬（こまがた りゅうま）
竜の父。奨励会の二段まで進んだが、退会して真剣師となってしまった。プロにもなれず将棋を忘れることもできず、家族にさんざん迷惑をかけてきた。物語の前半では、虎斑桂介との壮絶な死闘を繰り広げる。竜に平手で敗れれば足を洗うと約束し、のちに実際に竜に敗れる。その後は完全に真剣師を辞めて、「と金道場」の席主になった。また、奨励会でプロ棋士を目指す竜を影から支援する。虎斑桂介との戦いの時に入院して頬がこけたが、以後連載終了までそのままの顔だった。
竜の母（名前は出てこない）
真剣師に落ちぶれた夫・竜馬の元で苦労し、造花作りや封筒貼りなどの内職をして家計を支えている。竜には将棋の道は歩んで欲しくないと願っていた。しかし将棋の素晴らしさに目覚めた竜に根負けし、プロになる可能性が出るまで竜の奨励会修業を認める。

### 奨励会のライバル達（同期）
虎斑 桂（とらふ かつら）
ツリ目の平安美人。服装は学生服のほか、いろいろ。
向井七段 門下
東京都出身→奨励会六級受験→（徐々に昇級）→連載終了直前に二級昇級失敗
虎斑桂介の娘。当初は本名を名乗らず、ミス・タイガーというニックネームがあった。物語全体を通じ竜の最大のライバルであるが、名前は桂でも性格は高飛車でプライドが高い。
真剣師の父に家族が泣かされた過去は、竜の境遇と瓜二つ。奨励会入会後も将棋の勉強に対し不真面目な竜を見下していたが、真剣に打ち込み始めると多少理解を見せた。実際の棋力も奨励会での昇級も竜に一歩リードしていたが、物語の最後の勝負で竜に競り負けた。
桂が史上初の女性奨励会受験者かつ合格者として描かれているが、これは現実の将棋界での出来事よりも一年早い。
棒銀 三郎（ぼうぎん さぶろう）
七三分けで、少し長髪のメガネ。のち、登場人物の中で最も背が伸びた。服装は網目模様のシャツ。
花巻名誉九段 門下
北海道出身→小学生名人戦優勝→中学生名人戦優勝→奨励会三級受験→合格後あえて四級から入会→連載終了時一級
小学生の時から牧場主の父に棒銀戦法を仕込まれ、「北海道に将棋の天才少年登場」と騒がれた。三級受験ながらあえて四級で入会したのは、師匠の花巻との話し合いによる。同期生の中で最も棋力があることから、皆のリーダー格として描かれることが多い。
角道 道夫（かくみち みちお）
短気な性格のチビ。少し変わった髪形で、服装は白黒ストライプのシャツに半ズボン。
大石八段 門下
東京都出身→奨励会五級受験→四級昇級→四級Bに降格→退会
竜がプロ棋士を目指すきっかけとなった。人一倍将棋の勉強をする努力家で、負けると泣いて悔しがる。だが本番勝負に弱く、ここ一番に勝てないことを悩んだ。後輩を迎える奨励会試験で平手香に負け、二度指し疑惑による対局放棄の後に最後は奨励会を退会する。対局シーンは比較的少ないが、ツノ銀中飛車を二度指している。
穴熊 虎五郎（あなぐま とらごろう）
ニキビ面の巨漢。服装は学生服に下駄で、腰に風呂敷を巻いている。
関野八段 門下
東北出身→奨励会六級受験→自殺
東北の強豪と言われ、中学生名人戦に出場すべく登場。当初は威圧的な性格だったが、中学生名人戦で竜に負けてからは竜の仲間に加わる。また名人戦後の帰省中、釣りで知り合った関野八段の門下に入った。中学生らしからぬ巨体の持ち主で、竜に腕力をふるおうとしたこともある。
奨励会入会後は不成績に悩む。最期は故郷の雪山に入って将棋の本を焼き、湖に飛び込んで自殺を遂げてしまう。
高美濃 弘（たかみの ひろし）
出っ歯でサルのような老け顔。白いジャージのファスナーを、首まできっちり絞めて着ている。
芦川八段 門下 （竜と同門）
千葉県出身→奨励会六級受験→五級→一時休会→復帰→連載終了時五級
登場したのは竜の奨励会合格後。同門のため、竜との交流も多い。サルのような顔のため「サル美濃」とも呼ばれる。同期生の中で最も家庭が貧しかった。尊敬する豊臣秀吉のように、何でもコツコツとやる努力家タイプ。兄の事故死による生活苦から奨励会を休会し、真剣師に成り下がりそうになった。だが、竜や棒銀などの応援で復会し再起を図る。
名前の由来は高美濃囲いから。

### 奨励会のライバル達（後輩）
穴熊 虎六（あなぐま とらろく）
養子に出されていた虎五郎の弟。外見は同期の奨励会員（棒銀と桂）が間違えるほど兄そっくり。腰に巻いた風呂敷などの服装まで同じ。
関野八段 門下
東北出身→ 奨励会五級受験→連載終了時五級
虎五郎の自殺を聞き、兄に代わってプロ棋士になるべく上京した。性格は兄より強気。初登場時はアマ二段として上手二枚落ちの竜に対し、銀多伝を用いて勝利した。奨励会受験時でも、居飛車穴熊で上手香落ちの竜に勝っている。連載中彼に勝ったのは高美濃だけ。
端歩 朝三（はしふ あさぞう）
柾目（まさめ）七段 門下
アマ棋王戦チャンピオン→奨励会三級受験→連載終了時三級
アマ時代には強烈な端攻めを得意としており、奨励会試験でも竜と端攻めの戦いを繰り広げた。
嵐飛車 元太郎（あらしびしゃ げんたろう）
中合六段 門下
奨励会一級受験（六戦全勝）→連載終了時一級
奨励会の後輩たちの筆頭として描かれている。
奨励会試験でも対局前に棒銀三郎を挑発し、最後に絶妙手で勝利した。

### 架空のプロ棋士
芦川（あしかわ）八段
竜は奨励会の受験前に、自分の師匠が見つからずに困っていた。ある日路上で偶然見かけた酔っ払いの男が、大道詰将棋の的屋を冷やかしてトラブルを起こしていた。それを助けた竜は寿司屋で、お礼に「奨励会を受験できるようにしてやる」との話を聞く。試験当日に竜は「自分の師匠がわからない」という状態で将棋会館にやって来たが、受付で確認すると既に師匠は決まっていた。実はその時の酔っ払いこそが、名門の師匠である芦川八段であった。
作中では「現在でこそ昇降級リーグ1組にいるが、昔は未来の名人確実とまでうたわれた天才棋士」とされている。
優しさの中にも厳しさがあり、作中では理想的な師匠として描かれている。たとえ記録係をするためでも、竜が学校をサボるのを許さない。
その一方で、相当の酒好きとされている。それほど出番は多くないのに、酒を飲んでいるシーンがやたらとある。
（実際のプロ棋士も同様だが）一門の師匠といっても、弟子の竜を手取り足取り指導する場面はまったくない。しかし、ここぞという時に竜のために尽力している。
「飛騨の中飛車」戦では激闘の末に勝利を収め、高段棋士のプライドと底力を見せつけた。また、「後手番では5五龍中飛車の戦法は不利になる。」と言った竜に対し、あえて公式戦で後手番の5五龍中飛車を使用して勝利している。
モデルは実在棋士の芹沢博文。
矢倉 銀一（やぐら ぎんいち）八段
竜の奨励会入会前のみ登場した架空棋士で、平手先生の学生時代の先輩。早石田弘という小学生の弟子と竜の対局を観戦する。竜の棋風は真剣師タイプのくずれた将棋とし、竜の入門を断った。（このことを病室で聞いた竜馬は、「たかが弱い並八のくせに！」と激怒した。）ストーリーが奨励会に入ってからは未登場。ちなみに矢倉という苗字の棋士は実在している。
向井（むかい）七段
竜馬と虎斑桂介の奨励会時代の同期で、桂や平手香の師匠でもある。名前通り向かい飛車が得意。劇中では「指し盛りを過ぎている」と言われていた。
関野（せきの）八段
穴熊兄弟、梅木らの師匠。釣りが趣味で、穴熊虎五郎や飛騨の中飛車の存在も、釣りをしている時に知った。モデルは関根茂とされ、関根が作中の棋譜に協力しているため、出番も芦川の次に多い。
大石（おおいし）八段
角道の師匠。厳しさと優しさを秘めている。兄の事故後生活苦に悩む高美濃に対し、角道の口ぞえで会社の将棋指導のアルバイトを斡旋した。
中川（なかがわ）四段
芦川の門下生で、四段ながら実力は既に八段あると言われている。作中では期待の大型新人とされていた。

### その他のセミ・レギュラー
虎斑 桂介（とらふ けいすけ）
桂の父親。着流しに黒いコートを羽織っている。非常に鋭い眼をしていて、禿げ上がった額に大きな傷跡が一本ある。
竜馬のライバルの真剣師。家庭をかえりみず将棋に狂っていたのは竜馬と同じだが、さらに陰険で用心深い人物。「5五の龍」の物語全体を通じ、最も悪役らしい悪役といえよう。
竜馬との真剣勝負を指し掛けのまま、交通事故で急死してしまう。だが死後亡霊になってまで現れて、途中だった将棋の決着をつけようとした。
平手（ひらて）先生
竜が通う矢倉中学校の担任の国語教師。アマ三段の免状を持ち、将棋部の顧問でもある。竜の良き理解者。
平手 香（ひらて かおり）
平手先生の娘。連載開始当時は小学3年生ながら、竜に将棋の基本定跡を教える。
いつも着ている服は「香車」の駒のチョッキ。
のちに小学生名人戦での優勝を目指す傍ら、向井八段門下 で七級から奨励会受験するも、2勝4敗で不合格。
玉乃浦 梨江（たまのうら りえ）
アマ五段の夫が自宅で「と金道場」を経営していたが、夫が亡くなってしまう。そこで交流のあった芦川の発案により、後継者として竜馬が道場経営、竜がアルバイトと将棋の勉強を兼ねて二階に下宿することになる。金子(きんこ)と銀子(ぎんこ)という二人の娘がいる。
金子（きんこ）
梨江の娘。なかなかの美少女だが、銀子とケンカをする事が多い。
銀子（ぎんこ）
梨江の娘。金子とは姉妹だが容姿は似ておらず、太めな体型。下宿することになった竜に好意を寄せるが、竜からは(恋愛対象として)相手にされず、竜宛てに書いていたラブレターを金子に見つかり、その文章が間違いだらけであった事を笑われてしまうなど散々な目にあっている事が多い。
マスコットの先生とネコ
さまざまな戦法や定跡を解説するために登場。ネコは指し手や助手が必要なシーンに出てくる。両者とも名前は特にない。

### メインゲスト
東立（とうりつ）大学・将棋部　児玉（こだま）アマ三段
強豪将棋部の部員。学生服を着た醜男。
「と金道場」で虎斑桂や棒銀三郎に勝利するが、竜には敗北。大人気ない性格で、数日後に今度はキャプテンや他の部員を連れてきた。完全な悪役だが、この児玉との対局は竜の「5五龍中飛車戦法」誕生のきっかけとなった。
東立（とうりつ）大学・将棋部　白銀（しろがね）アマ四段
強豪将棋部のキャプテン。学生服を着た角刈り。
「と金道場」で竜に挑み、一度は勝利したものの一週間後に敗北。その後も部員たちと「5五龍中飛車」対策の研究レポートを作成し、そのコピーを奨励会員に配って竜に嫌がらせを行った。しかし結局それも失敗に終わった。
梅木（うめき）六級
関野八段 門下 （穴熊兄弟と同門）。
奨励会内では実力が低く、「お客さん」または「ウメキ声の梅木」と呼ばれていた。しかし将棋大天狗に気に入られて新戦法を伝授され、自分を馬鹿にした竜を退会寸前にまで追い込んだ。
将棋大天狗（しょうぎだいてんぐ）
元・名人候補の島黄楊（しまつげ）八段。
長い杖をつき白髪に白ひげの顔は、天狗というより仙人を思わせる。大きなリュックを背負いボロボロの格好で、背中に「将棋大天狗」の旗を付けている。
芦川・関野・大石の三人が、まだ四段だった時代に活躍していた。将棋普及の考え方の確執から連盟を退会。将棋大天狗を名乗り、独自に将棋普及のため全国を旅している。ふらりと立ち寄った関野邸では、この大天狗を師匠はじめ一門総出で出迎えた。また、竜馬とも旧知の仲であった。
自分を馬鹿にした竜を（梅木を使って）奨励会退会寸前に追い込んだ。だが、その後は遊び将棋での対局を提案し竜を救っている。また、次項の飛騨の中飛車を紹介した。
飛騨の中飛車（ひだのなかびしゃ）
本名は飛田中太郎（とびた・なかたろう）。
「5五の龍」の中核となる後半部分の最重要人物で、芦川八段に次ぐ竜の第二の師匠とも言える。中飛車であればプロ棋士にも負けない自信と実力を持つ、岐阜県山奥の熊打ちの猟師。
ボサボサ髪の中年男。人間嫌いのため多少無愛想だが、大自然の中で磨かれた深いヨミと清らかな棋風の持ち主。
もともと飛田は真剣師であった。イカサマを見破って対局相手側のヤクザ達にケガをさせ、3度も刑務所に入っている。だがその後は罪を償い、将棋を捨てて山奥に住むようになった。
将棋は捨てたものの、できれば全棋士の最高峰・中原誠名人を破りたいという夢があった。芦川八段との対局後は、完全に将棋を捨てて飛騨の山奥に戻っている。
桑野 舞子（くわの まいこ）
棒銀三郎が（コーチとして）所属する、高早高校将棋部の女子部員の一人。
ある日 駒形竜の「と金道場」に、棒銀三郎が女子部員を数名連れて来た。その中の一人を竜に紹介し、ぜひ平手で対局するようにと依頼する。竜は彼女に一目で心を奪われるが、対局が始まった途端に仰天する。理由は棋風が竜に非常に似ているためであり、実は幼少のころ飛騨で…。
その数日後お守りを竜に送るなど、彼女自身も竜のことが嫌いではない様子だった。ラスト一つ前の章に登場したため出番は少ない。ネーミングは将棋用具の素材の一つである桑から。

## 実名登場したプロ棋士

### 棋譜創作などの協力
大内延介
将棋の強い有名人多数と親交があることで有名で、エピソードも多い。
田中寅彦
大内の紹介で譜面作成を手伝う。居飛車穴熊のパイオニアで、流行戦法として作中でも何度か登場。
蛸島彰子
山下カズ子
「ツノ銀中飛車使いの名手」と呼ばれるためか、作中でも棋譜作成に協力。

### その他の関連棋士
中原誠
連載当時名人時代の最盛期だったので、エピソードも多数紹介されている。中原自身も二回登場。
大山康晴
物語前半の駒方竜馬vs虎斑桂介の将棋の内容は、王将戦の大山vs升田の対局がモデルになっている。他にもエピソードがいくつか紹介されている。
米長邦雄
米長の棋書を参考にしたと明記されているシーンが多い。桂が棋書「米長邦雄 勝局集」を手にしているシーンもある。
加藤一二三
駒形が将棋会館に見学した際、タイトル戦で中原の相手役として登場。
升田幸三
兄弟子と弟弟子の苦労話など、エピソードがいくつか紹介されている。
谷川浩司
連載開始時、中学生でプロになったとして話題になった。
花村元司
エピソードに何度か登場。花村本人も二度登場し、升田との公式戦をモデルにした対局にコメントを寄せている。
中村修、有森浩三
連載前の中学生名人戦優勝者として名が挙げられている。まだ当時は奨励会員だった。
青野照市
奨励会幹事として登場。なお、青野自身は実際に若手時代奨励会の幹事を経験している。
真部一男
虎斑桂の昇級がかかった日に見学する形で登場。
沼春雄
駒形らが奨励会試験を受けた翌年の試験に試験官として登場。
| 9  | 8  | 7  | 6  | 5  | 4  | 3  | 2  | 1  |    |
| 香 | 桂 | 銀 | 金 | 王 | 金 | 銀 | 桂 | 香 | 一 |
|    |    |    |    | 飛 |    |    |    |    | 二 |
| 歩 | 歩 | 歩 | 歩 |    | 歩 | 歩 | 歩 | 角 | 三 |
|    |    |    |    | 歩 |    |    |    | 歩 | 四 |
|    |    |    |    |    |    |    | 歩 |    | 五 |
|    |    | 歩 |    | 歩 |    |    |    |    | 六 |
| 歩 | 歩 |    | 歩 |    | 歩 | 歩 |    | 歩 | 七 |
|    | 角 |    |    |    | 銀 |    | 飛 |    | 八 |
| 香 | 桂 | 銀 | 金 | 玉 | 金 |    | 桂 | 香 | 九 |

## 戦法

### 5五龍中飛車
| 9  | 8  | 7  | 6  | 5  | 4  | 3  | 2  | 1  |    |
| 香 | 桂 |    |    | 王 | 金 |    | 桂 | 香 | 一 |
|    | 飛 |    | 銀 | 金 | 銀 |    | 角 |    | 二 |
| 歩 |    | 歩 | 歩 | 歩 |    |    | 歩 | 歩 | 三 |
|    | 歩 |    |    | 歩 | 歩 | 歩 |    |    | 四 |
|    |    |    |    |    |    |    |    |    | 五 |
| 歩 |    |    |    |    |    |    |    |    | 六 |
| 角 | 歩 | 歩 | 歩 |    | 歩 | 歩 | 歩 | 歩 | 七 |
|    |    |    |    | 飛 | 玉 |    |    |    | 八 |
| 香 | 桂 | 銀 | 金 |    | 金 | 銀 | 桂 | 香 | 九 |

急戦型の中飛車戦法で、天王山ともいわれる5五の位をとり、9七角から中央を突破する戦法。相手が5四歩と指し先手に5五の位を取らせない手を指した場合に7六歩から角を使う変化や、香落ち用の変化もある。対居飛車用の戦法のため、後手番では指しにくいと竜は語っている。

| 9  | 8  | 7  | 6  | 5  | 4  | 3  | 2  | 1  |    |
| 香 | 桂 |    | 金 | 王 | 金 | 銀 | 桂 | 香 | 一 |
|    | 飛 |    | 銀 |    |    |    | 角 |    | 二 |
| 歩 |    | 歩 | 歩 | 歩 | 歩 |    | 歩 | 歩 | 三 |
|    |    |    |    |    |    | 歩 |    |    | 四 |
|    | 歩 |    |    | 歩 |    |    |    |    | 五 |
| 歩 |    |    |    |    |    |    |    |    | 六 |
| 角 | 歩 | 歩 | 歩 |    | 歩 | 歩 | 歩 | 歩 | 七 |
|    |    |    |    | 飛 |    |    |    |    | 八 |
| 香 | 桂 | 銀 | 金 | 玉 | 金 | 銀 | 桂 | 香 | 九 |

プロの実戦としてはかつて『将棋世界』1983年6月号で「定跡実験室」のシリーズ企画で永作芳也（先手、居飛車側）対伊藤果（後手、中飛車側）が、居飛車側が有利な局面として指させている。中飛車側の伊藤は事前の検討では辛い戦型なので飛車を2二飛の位置に振り直しして指そうとしていたが、対局直前に△3四歩-△1二香の組み合わせを思いつき、そのまま中飛車で指し続けた（最終的な結果は先手居飛車側勝利）。第1図から、△6二玉▲5八金△7二玉▲1六歩△1二香▲5七銀△3四歩▲6八玉△2二角▲7八玉と進んだ。
また平成8年に、王位戦七番勝負の第1局、深浦康市対羽生善治戦で先手深浦が指した例があるが、羽生の勝利に終わった。その一戦は第2図から△5四同歩▲同飛△4三銀▲5六飛△4五歩▲9五歩△4二金▲6八銀と進んだ。
以降、「イメージと読みの将棋観2」（2010、日本将棋連盟）など、プロ棋士が検討を行ったこともある。大半が「しっかり相手に受けられると勝てない」「駒組がちょっと単純すぎる」「9七角と上がると角が活用できない」という、消極的な評価であった。但し羽生善治や谷川浩司らは後手△8五歩には▲7六歩として、以下△8六歩であれば▲同歩△同飛に▲5四歩で、△同歩▲2二角成から▲7七角を狙う将棋となっているということで、「今となっては普通の将棋」としている。他方で羽生や佐藤康光らは▲9七角と端角にするのはやはり若干不利としており、佐藤や森内俊之らは△8五歩に▲5六飛と指して、左の銀を使うイメージであれば中飛車勝率も5割はあるとしている。そして谷川は後手居飛車側は△8六歩▲9七角と決める方が後手が玉を囲いにくいので△6四歩から△6三銀と手堅く指すことを示唆している。
なお、漫画内で解明された後手の作戦が奨励会でコピーで配布される指し方は△5二金右-4二銀-4四歩-4三銀と中央を厚くするものであった。
中公文庫コミックス版の羽生善治の寄稿文によると、彼も奨励会時代に指してみたことがあるという。
なお、なぜ「5五龍中飛車」と名前に「龍」がつくのかは作中で説明されていない。単に語呂が良いからかもしれないが、一部には「端角中飛車」にすべきとの声もある。
「端角中飛車」については、『奇襲大全』などに棋譜や解説があるが、広島のアマ棋士・松田竹二郎がこども将棋教室用に独自に開発した戦法だとされており、手順も大幅に異なる上、つのだの名前も出てこない。

### 飛騨の中飛車・合掌造り
「飛騨白川郷・合掌造りの家」を模した駒組み。図は5筋位取り中飛車#飛騨の合掌造りを参照。5五の位を保持し、玉を右側に囲って飛車は向かい飛車の形に配置する。5五の地点を頂点とした、見事な大三角形の陣形になっている。遊び駒がなく、全ての駒が関連しヒモついた理想形の一つ。（ただし厳密にいえば、これは中飛車ではない。）

## 誌上企画など
前述通り編集長が将棋好きという事もあり、単に将棋漫画を連載したのみではなく、将棋をテーマにした企画が多数掲載されていた。
- キング将棋講座 - 担当は前述の関根と大内。
- つのだ杯争奪小・中学生将棋大会 - 中学生部門で優勝したのは塚田泰明で、現在専門棋士である。愛蔵本にも推薦文を寄せている。
- 当時の人気棋士の生い立ちを1ページで紹介するミニ伝記
- 対女流棋士十番勝負 - 当時の女流棋士10人につのだが、全局平手により5五龍中飛車戦法で挑むという対局。結果はつのだ側の3勝7敗。対谷川戦は、本作中において桂が見せ槍銀戦法[33]で、駒形の5五龍中飛車戦法を破る一局の原型となった。山下女流名人にはあと一歩で勝つところまで行ったが、中原に「何度も必死を逃した。惜しいですね!」と高評価された。自戦記はキングに掲載された後、ヒットコミックス版では最終刊に収録されている。
  - 多田佳子二段
  - 村山幸子初段
  - 森安多恵子二段
  - 谷川治恵初段
  - 蛸島彰子女流王将
  - 中瀬奈津子2級
  - 寺下紀子二段
  - 兼田睦美初段
  - 関根紀代子二段
  - 山下カズ子女流名人

（※タイトル、段級位、氏名は当時）
- つのだが挿絵を担当した将棋入門書も登場した。

## 特記事項
- いわゆる羽生世代が小学生時の作品で、羽生も奨励会時代に5五龍中飛車を指してみたこともあったと言う。本作の影響か、奨励会受験者が毎年20人弱しかいなかったのが、翌年40人、翌々年60人と急増、やむをえず受験方法が変更された。
- 連載当時、現実に実施されていた奨励会入会試験が本作で公開されていたが、一部割愛されていた。ちなみに当時の将棋世界誌では全問公開されている[34]。
- 作中、竜らが参加した中学生将棋名人戦は第3回(1978年度)にあたる。作品世界では棒銀が優勝したが、現実世界では達正光が優勝している。

## 虹色四間
- 「近代将棋」1997年5月号〜1998年8月号)に全16回、毎回16頁で連載された。また97年発行分の同誌は表紙を同作のカラーイラスト(全8枚)で構成している。単行本化は行われていない。
- 新たな主人公の紺野水城が女流育成会に入会、プロ2級となるまでを描くが、駒形竜を初めとする「5五の龍」登場キャラクター数名が再登板するため前作の続編と見る事もできる[35]。
- 女流育成会が舞台の中心となるため若い女性のキャラクターが大半を占める事情もあり、つのだ氏名義の作品ではあるがアシスタントによるキャラクター作画が前作以上に多く、つのだ氏担当キャラとの乖離が大きくなっている。このため対局シーン等はさながら「異なる漫画家による合作マンガ」の如き様相を呈する。
- 作中の進行に伴った「次の手を予想する出題」は前作同様で、初心者からアマ2級くらいまでを対象。

### 「5五の龍」からの継続キャラクター
かつての登場キャラはいずれも、新規のメインキャラクターを支えるコーチ・先輩として登場する。
駒形 竜
棋界で最も厚い壁と言われる三段リーグを越えられず退会。しかし将棋の魅力を忘れられず、飛騨の山奥にこもり駒職人となった 。
虎斑 桂
同じく三段リーグにいたが、竜の退会後勝てなくなり、関西棋士・柾目七段のプロポーズを受け奨励会を退会、大阪に移住した。
棒銀 三郎 八段
高段棋士になっている。登場の際は常に高美濃と一緒で、対局を観覧し(主に読者への)解説を担う。またAクラス昇級の真野が急死した際は、 高美濃と共に水城の実力を推して繰上げ昇級への道を開いた。
高美濃 弘 六段
同期の奨励会員で専門棋士として登場するのは、彼ら二人だけ。将棋会館近くに居を構え、早苗に将棋を教えた。

### 本作からの新規キャラクター
紺野 水城（こんの みずき）
主人公の女子高生、名前は虹の「青色」に由来。虎斑桂同様のロングヘアー、切り揃えた前髪にヘアバンドが目印。連載当初は左頬にエクボが描かれた。服装は一貫して学校制服のブレザーにルーズソックスと、当時のコギャルそのもの。97年8月号表紙のカラーイラストではリモンと共に水着姿を披露した。将棋とは無縁のコギャル生活を送っていたが、偶然知り合った「あやばぁ」の主張＝「女流棋士を本気で目指せば、数年でトップクラスになる可能性が他の道より高い」に感化され、女流育成会への入会を決意する。両親も将棋に無縁の一般家庭で、水城が将棋練習用のパソコンをねだっても「遊びのための余裕はない」と一蹴された。
馬場 綾（ばば あや）
将棋通には有名な老女で、通称「あやばぁ」。嘗ては飛騨の中飛車の妻だったが、「将棋の鬼」振りに嫌気がさし離縁、旧姓に戻した。自らも女流プロ有段者に匹敵する棋力を持ち、現在は新宿近辺で路上生活を営みつつ企業社長への将棋指導をしている。水城と知り合い女流棋士への道を薦めた縁で、数々の支援を施す。竜に水城を託した後はしばらく大阪へ滞在していたが、帰京後は女流アマ女王戦に出場し虎斑桂と決勝を争う。さらに不振に喘ぐ緑川千草と出会い「現代ハメ手」を直伝する。

#### 女流育成会のライバル達
水城を含む同期入会7人の名は虹の七色から命名されており、本編内でも「虹色の七人」と注目を浴びる。
萌 早苗（もえぎ さなえ）（黄緑）
7歳にして入会。外見が前作の平手香と非常によく似ている 。成績は概ね良く、水城に一期遅れてAクラスに昇級する。実家は将棋会館近くでラーメン屋「華珍軒」を営み、出前常連の高美濃から将棋を教わった。また「華珍軒」の2階は夜以外、将棋関係者に開放され研究会が常時行われており、男性の若手棋士たちや虎斑桂、リモン、チェリー等が集い、後に水城も通うようになる。
リモン(里紋) アマリージョ 山吹（りもん あまりーじょ やまぶき）（黄）
ブラジルから単身帰国した日系三世で、真中から分けて束ねた黒髪と褐色の肌が特徴。日本人の祖父に将棋を教わるも現地に対戦相手が無く、もっぱらパソコンの将棋ソフト相手に上達した。そのため育成会が初の対人戦となる。旅費を出してくれた祖父をプロになって日本に呼ぶのが夢だが、祖父が病床に伏したため昇級を焦る一面も。居飛車穴熊(イビアナ)を得意とし成績は優秀で、Bクラス時は水城の「橙四間」を虎斑桂の指導により破り通算2位でAクラスへ昇級、後のAクラスリーグ戦でも最終日まで優勝候補としてもつれ込む。
藤江 桔梗（ふじえ ききょう）（紫）
女子高生。奨励会にも所属しており、目的はあくまでも奨励会を突破しての初の女子プロ棋士であり、育成会から女流棋士への道は最悪時の保険と考えている。女流育成会では実力を考慮されAクラスに編入、水城のプロ昇級への最後の障壁となる。居飛車穴熊の名手でアマ四段以上の棋力を持つとされる実力者だが、二手指しやハメ手等で「信じられない星を落とす」悪癖がある。
チェリー・スカーレット（赤）
チェスのアメリカ高校チャンピオンで、将棋で金儲けの為に来日した。髪は黒系で、バスト100を越えるグラマラスな巨体の持ち主。アルバイトで水商売を深夜3時までしているため遅刻する事もしばしばあるが、成績は優良で早苗と同時にAクラスへ昇級する。一時、女子プロレスラーを目指していたとの噂もあり、本編ではヘッドロックとヒップドロップを披露。父もアマチュア五段の腕前で海外支部長。
緑川 千草（みどりかわ ちぐさ）（緑）
太めの中学2年、学校ではお笑い系の人気者。5七銀右戦法による急戦が持ち味だが、自信の無さから勝負手に迷い自分で敗けに行ってしまう傾向があり、「万年お客様」となって退会・自殺まで思い詰める。その後「あやばぁ」に出会い、序盤から圧倒的優勢に持ち込む「現代ハメ手」を直伝され再起する。
東雲 杏子（しののめ きょうこ）（橙）
眼鏡の女子大生。大学の研究と両立のため成績は低迷。
真野 理枝（まの りえ）
Bクラス前回順位2位。髪をリボンで後ろに束ねた清楚な外見とは裏腹に強気な性格。今期の成績は独走状態で昇級確実と目されていたが、最終日にO157に感染し途中退席、そのまま死去する。
木田 文子（きだ ふみこ）
Bクラス前回順位1位、ポニーテールのスリムな女性。実力はあるがやや軽率な面があり、水城の「赤四間」に敗れる。繰上げ昇級した水城をやっかむ一面も。
田上 直美（たがみ なおみ）
Bクラス前回順位3位。
小泉 栄子（こいずみ えいこ）
Bクラス前回順位4位。
ピカリン
Aクラス所属、金髪のハデなツインテールをしており本名は明らかになっていない。水城が仕掛けた「現代ハメ手」に沈む。藤江桔梗と並び「つのだじろう感」から外れた極北のキャラクター。

#### その他のキャラクター
佐別（さべつ）七段
女流棋士に差別的意識を持つ高段棋士。チェリーがアルバイトしている店に客として入り、その発言からチェリーのプロレス技を喰らう。
泡手（あわて）理事
将棋会館に勤務。桂が「夕刊事件」記者と組んで出した記事の対応に大慌てする。
テレモート
観光でブラジルから来日した、リモンの高校時代の友人。派手な金髪がトレードマーク。チェスは自称強いが、将棋は未体験。
田原 泰道（たはら たいどう）
将棋ファンの書道家で、棋士も書道を学ぶべきと主張する。彫り駒の書体を見てもらうべく、竜が通っている。
解説マスコット・と金ちゃん
前作の「先生とネコ」に相当する解説キャラクター。「と金」を胴体とした人形風で、お下げ髪を伸ばして矢印として用いる。

### 登場する戦法
戦法は四間飛車など振り飛車系が中心。 これは将棋未経験の水城に「あやばぁ」が「一つの戦法を徹底して覚えろ」とアドバイスした事に起因する。
虹色四間
竜が「あやばぁ」の要請により整理作成した、基本は四間飛車だが相手の出方で千変万化する戦法で、以下のバリエーションを持つ。順に水城に伝授されたが、いつまでも竜の工夫を頼りにせず実力で勝って行け、という桂の指摘を受け方針変更、「緑四間」以降は水城自身の研究・工夫で作り上げる事となった。
赤四間
「立石流」戦型の変化。木田、チェリー、真野に三連勝しAクラス昇級への望みを繋いだ。
橙四間
大山十五世名人が全盛期に活用し、升田名人が山田九段に指したが、現在は知られていないとされる戦法。「王飛接近すべからず」の悪型を逆用する。Aクラス昇級最終日に投入され「見たこともない手」と評した早苗、杏子を破るが、桂の指導を受けたリモンに山田九段の手順を再現され敗れる。
黄四間
前期Aクラス昇級戦終了後に、竜から手渡された棋譜より伝授。居飛車の「5筋位取り戦法」に対し、4筋から5筋へ飛車を振り直し、5筋から強く反発する作戦。
黄緑四間
超急戦変身向い飛車。Aクラス昇級後・緒戦の藤江に使用するが、通用しなかった。
緑四間
「華珍軒」の研究会で得た右四間戦法をベースに、水城が自ら完成させた戦法第1号。
青四間
竜から手渡された参考資料をサンプルとした戦法。「緑四間」を知る早苗に使用し快勝した。
紫四間
女流アマ女王戦・決勝戦で虎斑桂が披露した手順より着想を得た戦法。対居飛車穴熊に有効でリモンに勝利する。
虹色四間
右桂の活用を急いで攻撃の主導権を握る「藤井システム」を水城が自ら研究して物にした、「赤四間」〜「紫四間」の完成型。プロ昇級を賭けた最終日、水城はこれで戦うと決意した。
現代ハメ手（急戦向い飛車）
「あやばぁ」こと馬場綾が、緑川千草の再起のため授けた戦法。先手で向い飛車を指す際、敵陣整備の間隙を狙っての連続手順で、敵陣を壊滅に追い込める。今までのハメ手を改良工夫し序盤速攻で圧倒的優勢を握り、中盤で多少悪手が出ても勝ちに持ち込めるのが目的で、プロ間ではともかく育成会Bやアマ相手には十分通用するという。途中からの別変化は水城が対局中に披露している。
中飛車ハメ手
竜が「結構面白い」と評する、原始中飛車から始まるハメ手順。強い相手と指す場合、相手が知らない事に賭けて博打的に用いられる物だが、今回水城が最終局で桔梗に使用する。